# Hip Hop Is Dead
Hip Hop Is Dead este albumul cu numărul opt al rapperului Nas, și primul său album cu Def Jam Recordings. Albumul a fost lansat pe 19 decembrie 2006. A fost al treilea album al lui Nas care a debutat pe locul 1 în Billboard 200, vânzând 355,880 de copii în prima săptămână de la lansare; în noiembrie 2008, albumul vânduse 355,880 de copii.

## Concepție

### Circumstanțe
Nas a anunțat albumul după un spectacol susținut pe 18 mai 2006. În septembrie a declarat "Hip-hop is dead because we as artists no longer have the power." ("Hip-hop-ul este mort pentru că noi ca artiști nu mai avem puterea." - traducere neoficială).

### Impactul titlului
Titlul albumului a avut un impact major asupra artiștilor Hip-Hop din Sud, învinuiți că ar distruge calitatea Hip Hop-ului. Rapperul Young Jeezy a dat declarații în care atacă titlul albumului și împotriva lui Nas. Și alți rapperi din sud, precum Ludacris, Trick Daddy și Big Boi au atacat albumul lui Nas. Însă Nas a avut și susținători: KRS-One, DMX și Ghostface Killah.
Într-un interviu în care își promova viitorul său album, Untitled, Nas a declarat că voia să obțină o reacție și în rândul artiștilor Hip-Hop cu albumul Hip Hop Is Dead, și că a reușit, datorită reacțiilor lui Kanye West și Lil' Wayne.

## Recepție
Vânzând 355,880 copii în prima săptămână de la lansare, albumul s-a alăturat altor albume ale lui Nas care au debutat pe locul 1 în Billboard 200.

## Lista melodiilor
1. "Money Over Bullshit" - producători: L.E.S., Wyldfyer - lungime: 4:16
2. "You Can't Kill Me" - producători: L.E.S., Al West - lungime: 3:14
3. "Carry on Tradition" - producător: Scott Storch - lungime: 3:49
4. "Where Are They Now" - producători: Nas, Salaam Remi- lungime: 2:44
5. "Hip Hop Is Dead" (feat. will.i.am) - producator: will.i.am - lungime: 3:45
6. "Who Killed It?" - producători: Salaam Remi, will.i.am - lungime: 3:10
7. "Black Republican" (feat. Jay-Z) - producători: 	L.E.S., Wyldfyer - lungime: 3:45
8. "Not Going Back" (feat. Kelis) - producător: Stargate - lungime: 4:09
9. "Still Dreaming" (feat. Kanye West & Chrisette Michele) - producător: Kanye West - lungime: 3:38
10. "Hold Down the Block" - producător:	Mark Batson - lungime: 3:58
11. "Blunt Ashes" - producător: Chris Webber - lungime: 4:03
12. "Let There Be Light" (feat. Tre Williams) - producători: Kanye West, Devo Springsteen, Paul Cho - lungime: 4:28
13. "Play on Playa" (feat. Snoop Dogg) - producător: Scott Storch - lungime: 3:33
14. "Can't Forget About You" (feat. Chrisette Michele) - producător: will.i.am - lungime: 4:34
15. "Hustlers" (feat. The Game) - producător: Dr. Dre - lungime: 4:06
16. "Hope" - producători: L.E.S., Nas, Alexander "Spanador" Mosely - lungime: 4:06

ITunes pre-order Bonus Track
1. "Shine on 'Em" - producător: Salaam Remi - lungime: 2:35

UK si Circuit City Bonus Track
1. "The N (Don't Hate Me Now)" - producător: Salam Remi - lungime: 2:48

Best Buy Bonus Track
1. "Where Y'all At" - producător: Salam Remi - lungime: 4:09